# Pachycarpus eximius
Pachycarpus eximius là một loài thực vật có hoa trong họ La bố ma. Loài này được (Schltr.) Bullock mô tả khoa học đầu tiên năm 1953.